# Louise Ellery
Louise Ellery (4 de enero de 1977) es una atleta paralímpica australiana de atletismo, medalla de oro de los Juegos de la Mancomunidad y ex plusmarquista mundial de lanzamiento F32 para atletas de élite con discapacidad. En los Juegos Paralímpicos de Río de Janeiro 2016, ganó una medalla de bronce.

## Vida personal
Ellery nació en Port Moresby, Papua Nueva Guinea. Sufrió una lesión cerebral traumática tras un accidente de coche en 1998. Compite en la clase F32 (cuadriplejía de grave a moderada, pero con atletas que normalmente son capaces de impulsar funcionalmente una silla de ruedas manual). En Sídney, en 2005, Ellery batió el récord mundial de lanzamiento sentado en los Campeonatos Nacionales.
Solamente tres días antes de ganar una medalla de bronce en los Paralímpicos de Río de Janeiro 2016, se estrenó el ahora premiado cortometraje internacional With Little Hope. La ejecutiva de Ellery produjo y escribió esta película inspirada en sus experiencias personales. Se estrenó en 2017.

## Atletismo

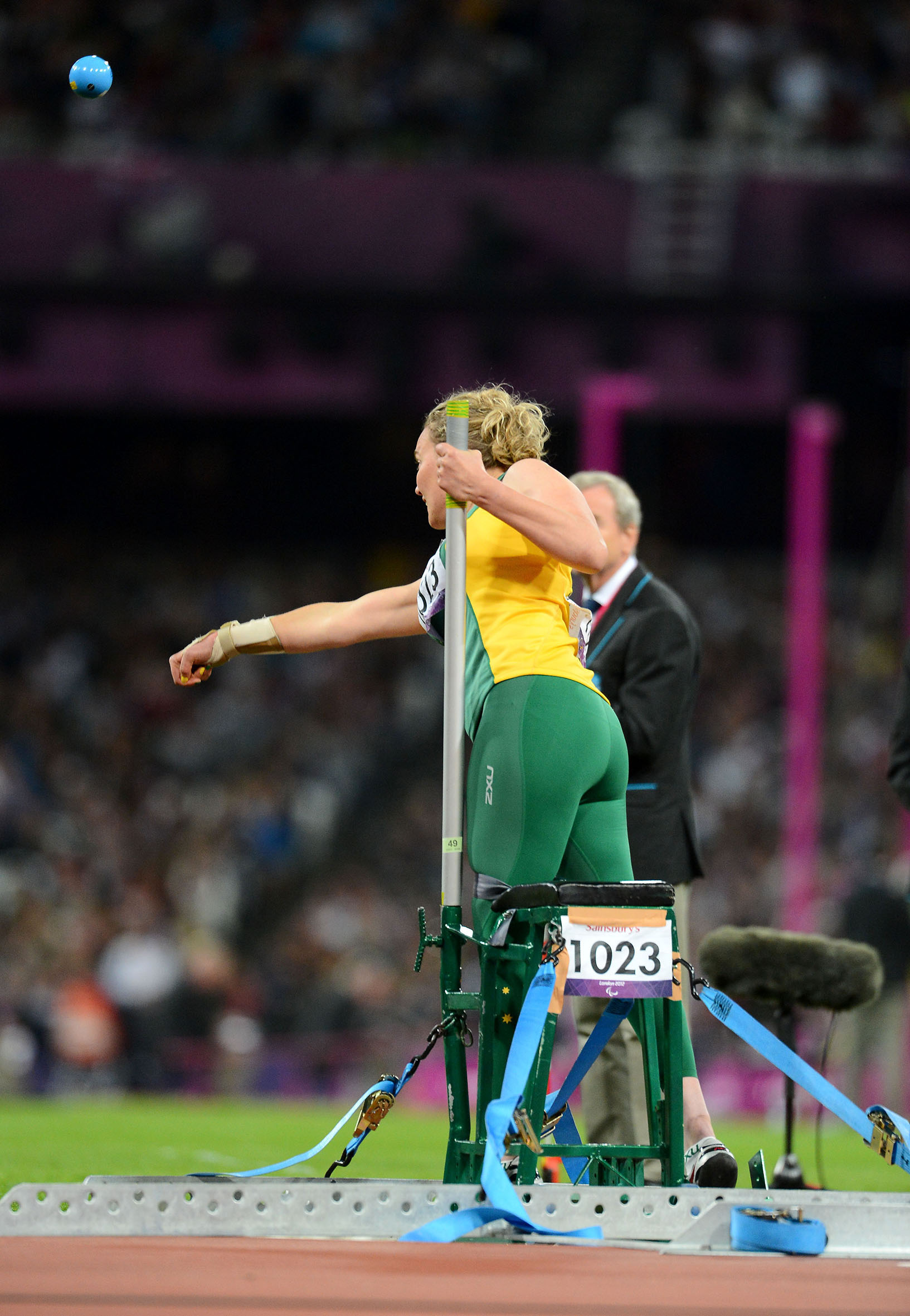
Ellery en los Juegos Paralímpicos de Londres 2012

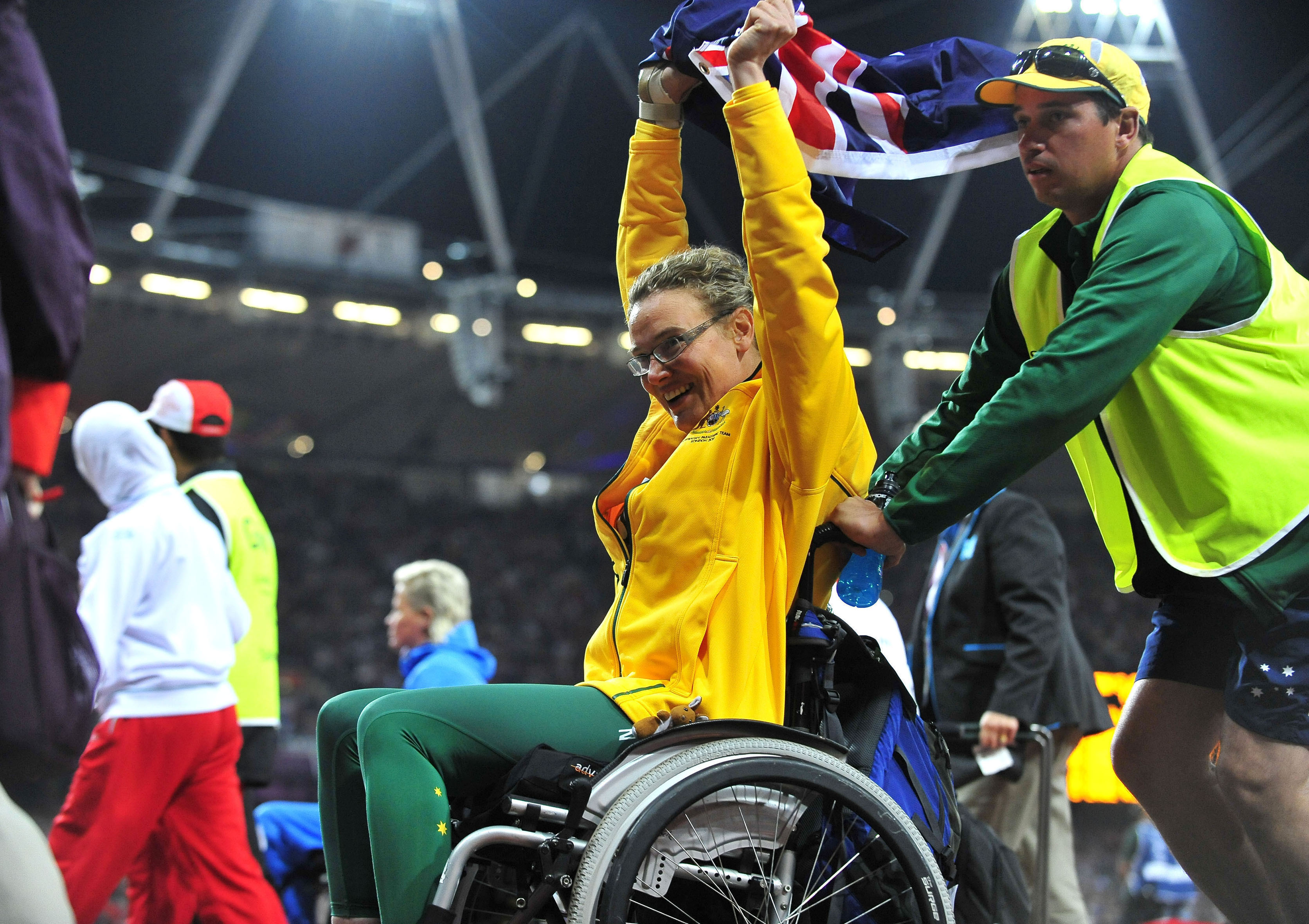
Ellery en los Juegos Paralímpicos de Londres 2012

### Juegos Paralímpicos
En los Juegos Paralímpicos de Atletismo de 2004, terminó sexta en el lanzamiento de peso femenino F32-34/52-53. Terminó de nuevo en el lanzamiento de peso femenino F32-34/52-53 en los Juegos Paralímpicos de Pekín 2008. En los Juegos de Londres 2012, ganó la medalla de plata en el lanzamiento de peso femenino F32-34 con un tiro de 5.90 m. Terminó octava en el lanzamiento de club femenino F31/32/51. En los Juegos Paralímpicos de verano de 2016, Ellery ganó el bronce en el lanzamiento de peso femenino F32 con un tiro de 4.19 m.

### Campeonato Mundial de Atletismo Adaptado
En los Campeonatos Mundiales de Atletismo del IPC de 2011 en Christchurch, ganó la medalla de bronce en el lanzamiento de peso femenino F32-34 con un lanzamiento de 6,31 m y terminó quinta en el lanzamiento del club femenino F31/32/51. No obtuvo medalla en el Campeonato Mundial de Atletismo IPC 2013 en Lyon. En el Campeonato Mundial de Atletismo IPC 2015 en Doha, ganó la medalla de bronce en el lanzamiento de peso femenino F32 con un tiro de 4.53 m. En el Campeonato Mundial de Para Atletismo 2017 en Londres, Inglaterra, terminó octava en el lanzamiento de peso femenino F32 con un tiro de 4.31.

### Juegos de la Mancomunidad

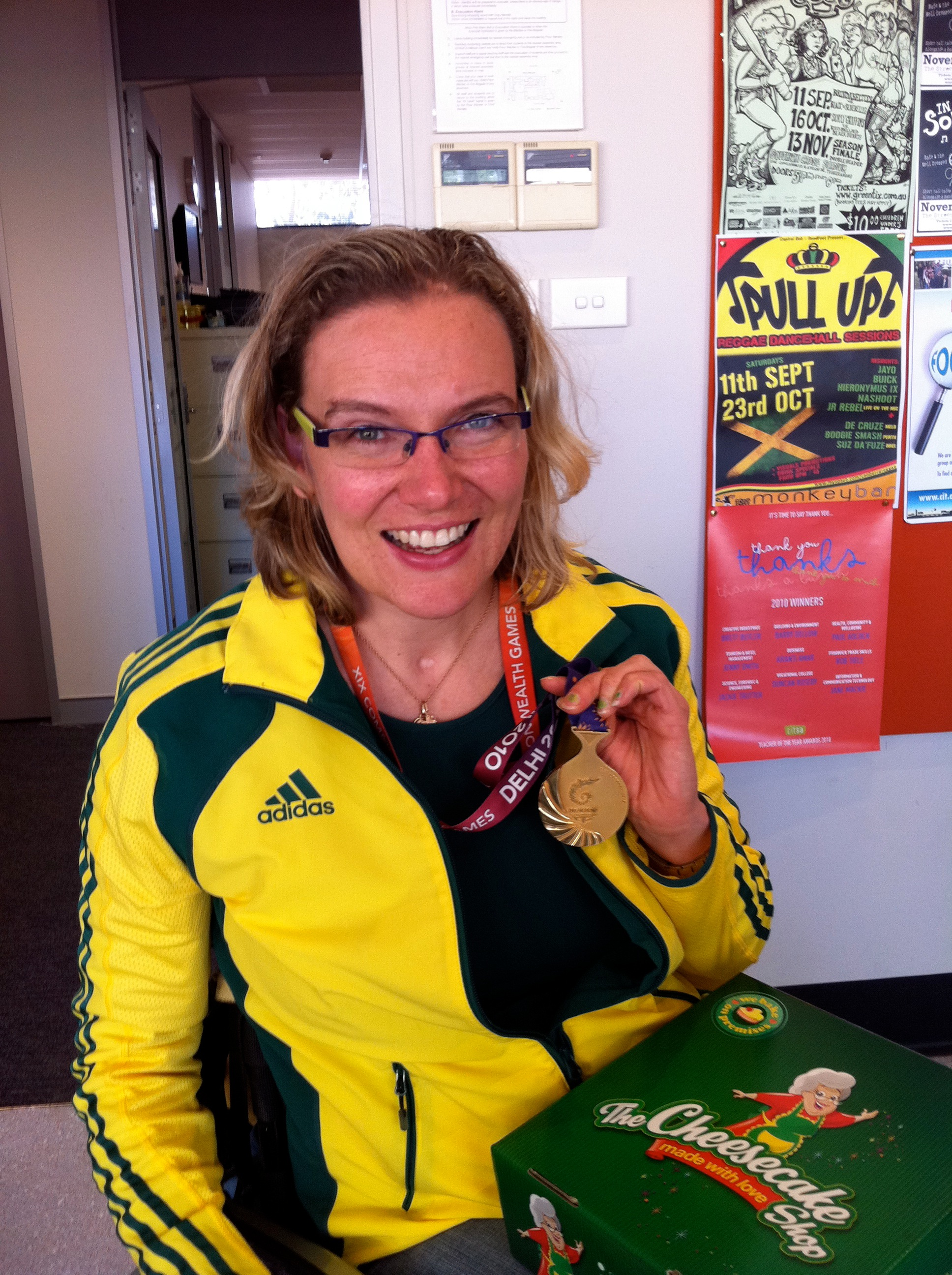
Louise Ellery con la medalla de oro.

Ellery ganó la medalla de oro en el lanzamiento de peso femenino F32-34/52/53, como competidora en la clase F32, rompiendo de nuevo el récord mundial con un lanzamiento de 6,17 metros. Esta fue la primera medalla de oro de Australia en las pruebas de atletismo de los Juegos de la Mancomunidad de Delhi de 2010, que tuvieron lugar en el Estadio Jawaharlal Nehru de Delhi.
En 2015/16, tiene una beca de la Academia de Deportes ACT.